# Беломоин, Виталий Васильевич
Виталий Васильевич Беломоин (1919—1983) — советский хозяйственный, государственный и политический деятель, Герой Социалистического Труда.

## Биография
Родился в 1919 году в Тобольске. Член КПСС.
С 1936 года — на хозяйственной, общественной и политической работе. В 1936—1983 гг. — помощник главного механика на шахте № 5-бис в городе Черемхово, главный инженер центральных электромеханических мастерских, главный механик Шахттрестстроя, начальник рудника Грумант треста «Арктикуголь» на острове Западный Шпицберген, директор Коршуновского горно-обогатительного комбината Министерства чёрной металлургии СССР.
Указом Президиума Верховного Совета СССР от 2 марта 1981 года присвоено звание Героя Социалистического Труда с вручением ордена Ленина и золотой медали «Серп и Молот».
Делегат XXVI съезда КПСС.
Умер в Железногорске-Илимском в 1983 году.